# Королівський шотландський національний оркестр
Королівський шотландський національний оркестр (англ. The Royal Scottish National Orchestra) — симфонічний оркестр в Глазго, що є основним оркестром Шотландії. Основним концертним майданчиком оркестру є Зал імені Генрі Вуда в Глазго, хоча також він виступає в Единбурзі, Абердині, Данді та інших містах країни. Оркестр нараховує 89 музикантів.
Оркестр був заснований в 1891 році як Шотландський оркестр, а в 1950 отримав статус національного. Репутацію оркестру підняв Александер Гібсон, перший шотландець на посаді керівника оркестру, яка прославила колектив записами скандинавської музики, в тому числі Сібеліуса та Карла Нільсена. Діяльність Гібсона продовжив Нееме Ярві, який здійснив також запис повного циклу симфонічної музики Малера, і Брайден Томпсон, що продовжив виконання творів Нільсена. В 1991 році оркестр отримав королівський патронаж.

## Головні диригенти оркестру
| - Ґеорґ Геншель (1893-1895) - Віллем Кес (1895-1898) - Вільгельм Брух (1898-1900) - Фредерік Кауен (1900-1910) - Еміль Млинарський (1910-1916) | - Лендон Роналд (1916-1920) - Вацлав Таліх (1926-1927) - Володимир Гольшман (1928-1930) - Джон Барбіроллі (1933-1936) - Джордж Селл (1937-1939) | - Уорік Бретуейт (1940-1946) - Вальтер Зюскінд (1946-1952) - Карл Ранкль (1952-1957) - Ганс Зваровскі (1957-1959) - Александер Гібсон (1959-1984) | - Нееме Ярві (1984-1988) - Брайден Томпсон (1988-1990) - Вальтер Веллер (1991-1996) - Олександр Лазарєв (1997-2005) - Стефан Деньов (2005-дотепер) |